# Frances Stephens

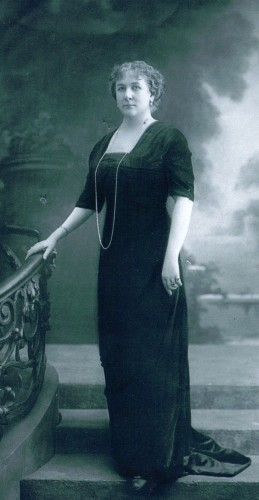
Frances Stephens, um 1900

Frances Stephens, geborene Frances Ramsey McIntosh (* 27. Januar 1851 in Edinburgh, Schottland; † 7. Mai 1915 im Atlantischen Ozean vor Irland) war eine kanadische Philanthropin schottischer Abstammung und eine prominente Dame der Gesellschaft von Montreal. Sie war die Ehefrau des Grundbesitzers und Rechtsanwalts George Washington Stephens, der zum Kabinettsminister der Provinz Québec aufstieg.
Sie starb als Passagierin des Luxusdampfers Lusitania, als dieser von dem deutschen U-Boot U 20 versenkt wurde. Als kurze Zeit später die Hesperian von demselben U-Boot versenkt wurde, befand sich auf ebendiesem Schiff Frances Stephens Leichnam zur Rückführung nach Kanada. In amerikanischen Medien wurde dies als Double Jeopardy (Doppelmord) bezeichnet.

## Leben und Familie
Frances Stephens war die Tochter von Nicholas Carnegie McIntosh und Margaret Brown, die aus dem schottischen Edinburgh stammten. Sie hatte eine ältere Schwester, Elizabeth. Die Schwestern wuchsen in behüteten Verhältnissen in Montreal auf. Elizabeth McIntosh heiratete 1865 den Geschäftsmann und Anwalt George Washington Stephens, der später in die Politik ging und Parlamentsabgeordneter sowie Minister für die Provinz Quebec wurde.
Nachdem Elizabeth jung gestorben war, heiratete Frances 1878 deren Witwer, der neunzehn Jahre älter war als sie. Zusammen hatten sie einen Sohn, Francis Chattan Stephens, der 1887 geboren wurde, sowie zwei Töchter, Elizabeth May (1879–1925; später Mrs. John Wedderburn Wilson) und Marguerite Claire (1883–1935; später Mrs. Andrew Hamilton Gault). Chattan Stephens wurde Börsenmakler am Montreal Stock Exchange und gründete den Konzern F. C. Stephens & Co. Er heiratete 1912 in Toronto Hazel Beatrice Kemp (1889–1961), Tochter des kanadischen Parlamentsabgeordneten und späteren Militärministers Edward Kemp. Sie hatten zwei Kinder: Frances Elizabeth Stephens (* 15. September 1912 in Paris; † 2014) und John Harrison Chattan Stephens (* 8. September 1913 in Montreal). Die Familie Stephens gehörte zu den anerkanntesten und einflussreichsten der Stadt Montreal. Frances Stephens war eine bekannte und sozial engagierte Person innerhalb der Hautevolee. Nach dem Tod ihres Ehemannes kümmerte sich Frances vor allen Dingen um ihren Sohn und ihre Enkelkinder.
F. Chattan Stephens war bereits vor dem Krieg Reservist der kanadischen Streitkräfte gewesen. Als der Erste Weltkrieg ausbrach, wurde Stephens Leutnant im 13. Kanadischen Bataillon, das als Teil der British Expeditionary Force nach Frankreich geschickt wurde. Hazel folgte ihm mit ihrer kleinen Tochter nach Europa und ließ sich in Sunningdale, Berkshire nieder. John und Frances blieben vorerst in Montreal. Chattan diente nicht lange an der Front, da er nach kurzer Zeit an Schützengrabenfieber erkrankt war. Bald hatte sich die Krankheit zu einer Endokarditis weiterentwickelt und Stephens musste im Krankenhaus des Roten Kreuzes in Rouen behandelt werden.

## Tod auf derLusitania
Aufgrund der Erkrankung ihres Sohnes beschloss Frances Stephens, mit ihrem 18 Monate alten Enkelsohn John nach Europa zu reisen, um die Familie zusammenzubringen und Hazel mit den Kindern zu helfen. Sie ging am 1. Mai 1915 in New York als Passagierin Erster Klasse an Bord des Ozeandampfers Lusitania der Cunard Line, einem der größten und schnellsten Passagierschiffe seiner Zeit. Begleitet wurde sie von ihrem schweizerischen Dienstmädchen Elise Oberlin sowie dem englischen Kindermädchen Caroline Milne, das sie engagiert hatte, um sich um John zu kümmern.
Frances und Elise belegten die Kabine D-5, John und Caroline waren in D-9 untergebracht. Im Speisesaal der Ersten Klasse teilte sich Frances ihren Tisch mit vielen anderen prominenten Passagieren, darunter der kanadische Geschäftsmann und Baron Sir Frederick Orr-Lewis, William Holt, Sohn des kanadischen Bankiers Sir Herbert Holt, sowie die Ehefrau und Töchter des Schiffseigners Sir Montagu Allan. Sechs Tage nach dem Auslaufen, am 7. Mai 1915, wurde die Lusitania vor der südirischen Küste vom deutschen U-Boot U 20 mit einem Torpedo versenkt. Frances hatte sich nach dem Mittagessen mit ihrer Tischgesellschaft in das Verandacafé begeben, um nach dem Essen eine Tasse Kaffee zu trinken.
Die Gruppe blieb in der Panik auf dem Bootsdeck zusammen, Sir Orr-Lewis band allen Schwimmwesten um. Frances Stephens wurde zuletzt mit John auf dem Arm auf der hoch aufragenden Backbordseite des Schiffes gesehen; sie kam bei dem Untergang ums Leben. Ihr Leichnam wurde in der Nacht vom 7. auf den 8. Mai mit einem Bootshaken aus dem Meer gehoben und an Land gebracht. Orr-Lewis, einer der wenigen Überlebenden ihrer Tischgesellschaft, identifizierte sie am darauf folgenden Tag in einer Leichenhalle in Queenstown. Sie trug eine Schwimmweste und teuren Schmuck. Die Leichen von John, Elise und Caroline wurden nie gefunden.

## Auf derHesperian
Die Hesperian war ein 1908 in Dienst gestelltes, 10.920 BRT großes Passagierschiff der kanadischen Reederei Allan Line, deren Präsident Montagu Allan war. Am 4. September 1915 verließ das Schiff unter dem Kommando von Captain William Main mit 814 Passagieren und mehreren hundert Besatzungsmitgliedern an Bord Liverpool mit Ziel Quebec und Montreal. Der einbalsamierte Leichnam von Frances Stephens befand sich an Bord der Hesperian, um nach Kanada überführt und neben ihrem Ehemann auf dem Friedhof Mont-Royal in Montreal beigesetzt zu werden.
Am Abend desselben Tages wurde das Schiff vom U-Boot U 20 unter dem Kommando von Kapitänleutnant Walther Schwieger gesichtet, der gegen 20.20 Uhr einen Torpedo abfeuern ließ. Es war dasselbe U-Boot mit demselben Kommandanten, der vier Monate zuvor die Lusitania versenkt hatte. Ebenso wie auf der Lusitania schleuderte der Torpedo eine Wasserwand in die Luft, die auf das Deck der Hesperian niederging und großen Schaden anrichtete. Das Schiff bekam schnell starke Schlagseite nach Steuerbord und begann, über den Bug zu sinken. Bei diesem Angriff kamen 32 Menschen ums Leben. Der Leichnam von Frances Stephens verblieb auf dem Meeresgrund.

## Postum
Ihr Sohn Chattan wurde aufgrund seines schlechten Gesundheitszustands aus dem Militärdienst entlassen. Er und Hazel kamen nie über den Tod ihres Sohnes John hinweg. Nach dem Untergang der Lusitania gingen sie zurück nach Montreal, wo Chattan am 16. Oktober 1918 im Alter von 31 Jahren an den Folgen einer Influenza-Infektion starb. Hazel heiratete 1920 den Anwalt Arthur Boucher Colville (1877–1931). Nach dessen plötzlichem Tod verbreiteten kanadische Zeitungen das Gerücht, Hazel habe sich mit Richard Bedford Bennett, dem damaligen Premierminister von Kanada, verlobt. Dies war jedoch nicht der Fall.
Frances Stephens’ Enkelin Frances heiratete 1947 Murray Gordon Ballantyne, den Sohn des kanadischen Senators Charles Colquhoun Ballantyne. Im Gedenken an ihre Großmutter veröffentlichte Frances Stephens Ballantyne das Essay Double Jeopardy – Lusitania’s Unique Victim, das in den Medien auf große Resonanz stieß. Sie starb am 11. September 2014.